# Faustino de Brescia
Faustino (f. Brescia, 15 de febrero de 381) fue obispo de Brescia desde 360, sucediendo a Ursicino. Es venerado como santo; fiesta en la Iglesia Católica es el 15 de febrero, el 16 de febrero en la Iglesia Ortodoxa.

## Biografía
La tradición afirma que era descendiente de los santos Faustino y Jovita, y que recopiló las Actas de estos dos mártires. Sus reliquias fueron descubiertas en 1101.
Faustino apareció en el antiguo Martirologio Romano del 15 de febrero:

"En Brescia, en el año 350, el santo Confesor Faustino, obispo de esa sede."
Martirologio romano

Ya no figura en la revisión de 2004. Esto puede deberse a alguna duda de que la persona existió o porque su culto nunca fue aprobado.
Sus obras se conservan en la Patrología Latina de Migne.

## Obras
- De Trinitate sive de Fide contra Arianos. Ad Gallam Placidiam
- In Codicem Canonum et Constitutorum Eccleasiae Romanae Recepta
- Vita Operaque de Faustino
- Faustino y Marcelino, Adversus Damasum Libellus Precum Ad Imperatores
- Faustino y Marcelino, Vita Operaque